# Reserva marina El Pelado
La Reserva Marina el Pelado (REMAPE) forma parte del sistema nacional de áreas protegidas del Ecuador. La REMAPE comprende un área marina formada por un arrecife rocoso de 13 bajos submarinos con parches coralinos y el islote El Pelado, dos zonas de Manglar y los poblados costeros de Palmar, Ayangue, San Pedro y Valdivia. El islote es un lugar de nidificación para diversas aves marinas, entre ellas piqueros de patas azules Sula nebouxii y el asentamiento de leones marinos Otaria flavescens. La reserva está ubicada en la zona costera del extremo sur de la ecorregión de Guayaquil, en la región marítima del Pacífico Oriental Tropical (Tropical Eastern Pacific, TEP). En esta zona del TEP, conocida como el frente ecuatorial convergen las aguas cálidas, de baja salinidad de la bahía de Panamá con las aguas frías, de mayor salinidad de la corriente de Humboldt. La corriente de Humboldt se caracteriza además, por sus aguas ricas en nutrientes debido a la surgencia (upwelling). De diciembre a mayo, la corriente de Humboldt se debilita, provocando la llegada de las aguas cálidas del norte a lo largo de la costa del Ecuador (corriente del Niño) y el desplazamiento hacia el sur (costas del Ecuador) de la zona de convergencia intertropical (ZCI).   
El frente ecuatorial es afectado también por la ocurrencia periódica (cada 4 a 5 años) de los eventos relacionados al "El Niño"-oscilación Sur (ENSO, por sus siglas en inglés), los cuales modifican la temperatura y la salinidad oceánicas. Estos ambientes fluctuantes, dan forma a la biodiversidad con la presencia de organismos de aguas frías y cálidas e hipotéticamente provocarían tolerancia térmica y biodiversidad funcional a los organismos presentes en la zona, particularmente a los invertebrados sésiles. En efecto estos organismos no pueden desplazarse cuando las condiciones de salinidad y temperatura se tornan extremas. Las condiciones oceanográficas y la diversidad de organismos hacen del frente ecuatorial un laboratorio natural idóneo para estudios de biogeografía, cambio climático, biodiversidad funcional y biodescubrimiento. 

## Sustratos y hábitats del fondo marino

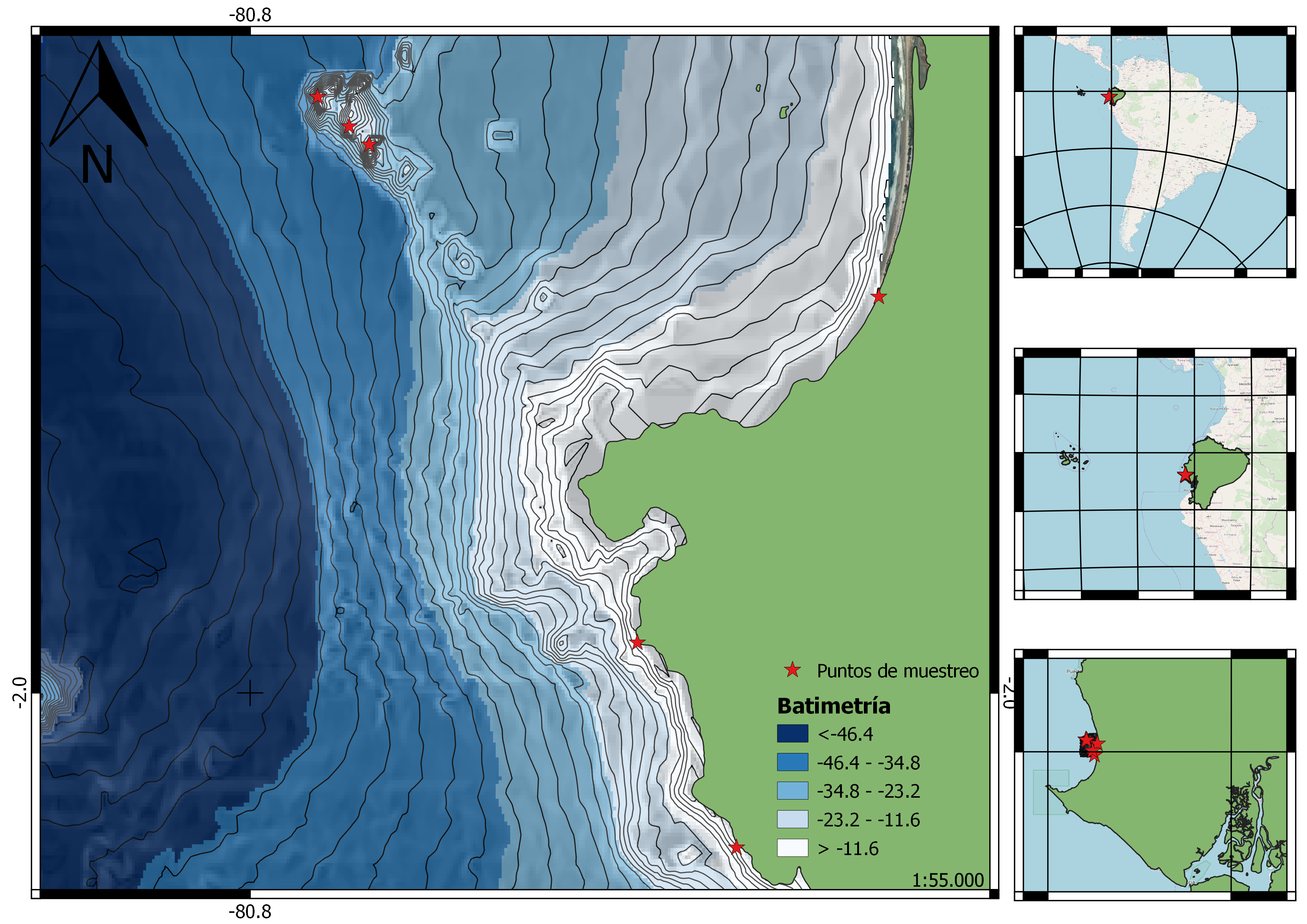
Batimetría de la Reserva Marina El Pelado, Santa Elena -Ecuador

La plataforma del islote comprende cuatro montículos rocosos, rodeados por sedimentos. Los montículos alcanzan profundidades de 25 m. Los márgenes occidentales del islote tienen pendientes empinadas, en tanto, que los márgenes orientales caen gradualmente con aguas más tranquilas y ambientes protegidos la mayor parte del año. Las zonas de sustrato-hábitat (bandas de zonación biológica) cubren una mayor área en las laderas orientales de los montículos rocosos que en las occidentales. Las zonas principales de sustrato-hábitat son la zona Balanus, la zona de algas filamentosas, la zona de bosques de octocorales y la zona arenosa. La zona de parches de Pocillopora, tiene una distribución irregular y está presente principalmente en el lado de sotavento del islote. En las puntas rocosas de la zona costera, la zona de Balanus y la zona de zoantharia son los sustrato-hábitats más conspicuos.

## Presencia humana

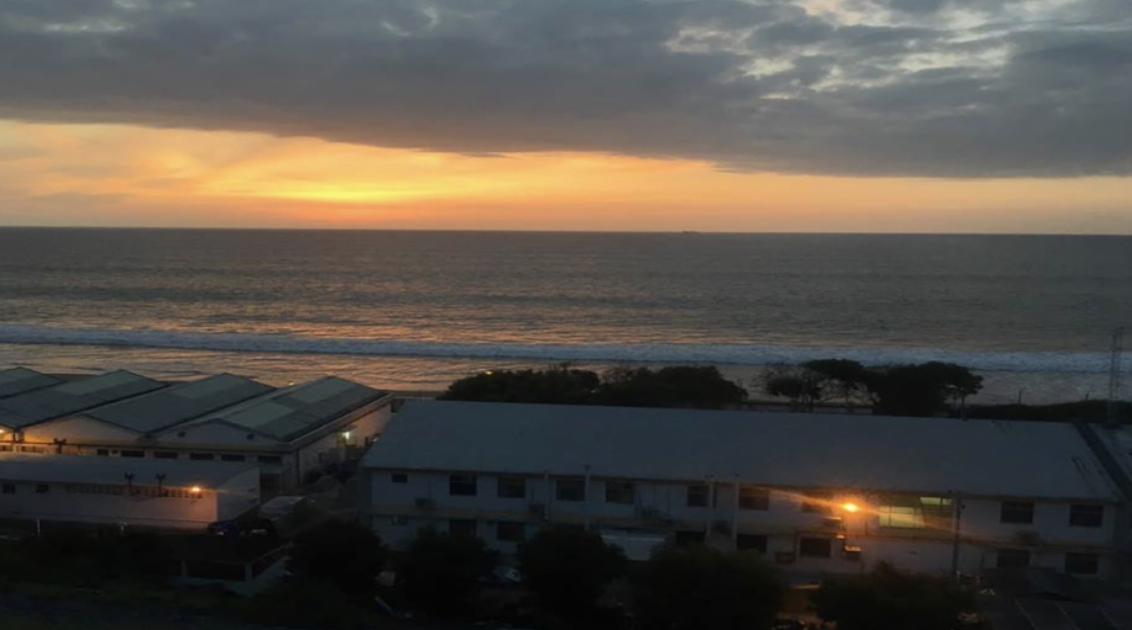
Vista del Islote EL Pelado desde CENAIM

La presencia humana en la REMAPE es importante, los pobladores ejercen actividades de pesca y de turismo. Ayangue es el principal punto de salida para actividades de “snorkeling”, buceo recreativo (principalmente en el islote) y avistamiento de ballenas jorobadas Megaptera novaeangliae de junio a septiembre. La actividad acuícola también está presente en la reserva, en la bahía de Ayangue se encuentran líneas de cultivo de la ostra Crassostrea gigas y Spondylus limbatus (estos últimos con fines de repoblación) y algunas granjas camaroneras Penaeus vannamei en los manglares de Palmar. Además, en el perfil costero de la REMAPE se ubican las instalaciones del Centro Ecuatoriano de Acuicultura e Investigaciones Marinas (CENAIM) de la Escuela Superior Politécnica del Litoral (ESPOL) en el poblado de San Pedro. CENAIM cuenta con una superficie de 15,000 m² y desarrolla tecnologías para el cultivo de peces, moluscos y equinodermos, además laboratorios analíticos (microbiología, histopatología, biología molecular, inmunología, análisis químico del agua) centrados en la atención sanitaria veterinaria de las especies acuícolas. En el área de biodiversidad marina y biodescubrimiento, CENAIM cuenta con personal certificado en buceo científico (PADI-SNSI), taxonomía, química de productos naturales, microbiología y cultivo celular. Además, de laboratorios de taxonomía, laboratorio de cultivo celular y laboratorio de química de productos naturales.

## Biodiversidad

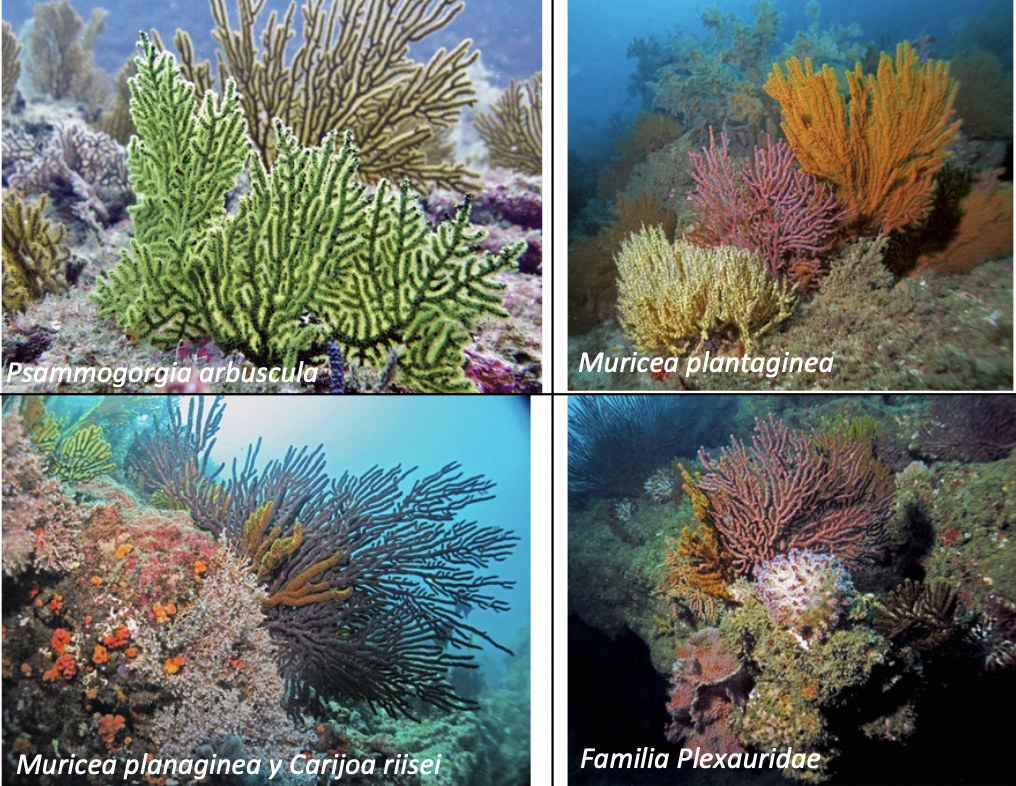
Octocorales REMAPE

La biodiversidad marina del Pacífico Oriental Tropical, ha sido escasamente estudiada, existiendo pocos registros taxonómicos publicados en la literatura científica. En la REMAPE Cárdenas et al. reporta una alta diversidad de poríferos y cnidarios asociados a ambientes rocosos. Señalando entre los taxones más abundantes cnidarios, equinodermos en cuanto a invertebrados marinos y las familias más representativas de peces como serránidos y pomacéntridos. 
Entre los sitios con mayor diversidad de especies en esta área, se encuentran a La Cabeza del Viejo, Zona Protegida, La Pared y El Bajo Cuarenta, reportando una gran diversidad con diecisiete especies de octocorales pertenecientes a las familias  Plexauridae (8), Gorgoniidae (8) y Clavularidae (1).   
En la REMAPE las primeras descripciones taxonómicas del grupo Porífera reportan la presencia de Callyspongia aff. californica que probablemente se distribuye a más de 4.000km a lo largo de la región del TEP mientras que Cliona aff. euryphylle, podría ser un ejemplo de un lineaje trasístmico. Además, una nueva especie para la clase Demospongiae fue reportada aquí como Tedania (Tedania) ecuadoriensis sp. nov.. Por otro lado para el grupo Cnidarios,  Jaramillo et al., presentó nuevos registros taxonómicos de la diversidad de zoantharios para la costa continental de Ecuador presentes en la zona submareal de la REMAPE alrededor del islote “El Pelado” y en zonas intermareales rocosas de las playas de Ayangue y San Pedro. La información de biodiversidad está organizada en una base de datos siguiendo el estándar Darwin Core, disponibles al público a través de una WebGIS.

## Conservación

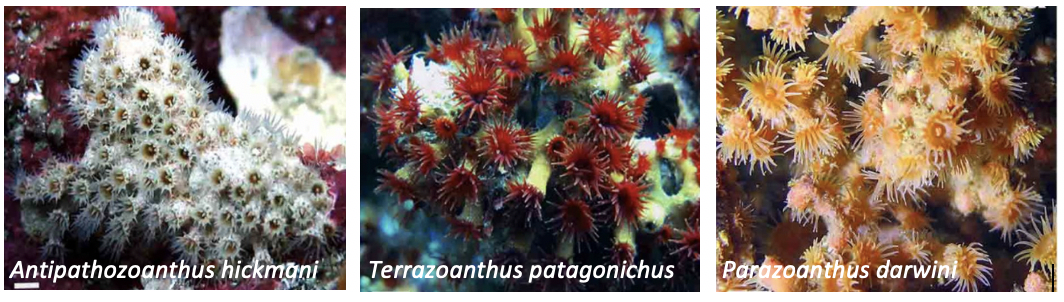
Zoantharios REMAPE

En el perfil costero se ubican las instalaciones del Centro Ecuatoriano de Acuicultura e Investigaciones Marinas (CENAIM) de la Escuela Superior Politécnica del Litoral (ESPOL) en el poblado de San Pedro. En términos de conservación, CENAIM-ESPOL y MAGAP están desarrollando un programa de reproducción en laboratorio de una especie altamente depredada en el TEP, Spondylus limbatus, con fines de repoblación. En el islote se ha detectado la presencia de la especie invasora Carijoa riseii, especie que ha causado grandes estragos en los octocorales del pacífico colombiano. CENAIM  con apoyo de la  SENESCYT (Secretaría de Educación Superior, Ciencia, Tecnología e Innovación), está realizando estudios sobre las interacciones químicas y microbiológicas entre C. riseii y los octocorales afectados.
Actualmente se están realizando estudios sobre su distribución e impacto. Dentro de la reserva se encuentra el Parque Marino Valdivia, sitio de esparcimiento con varias especies de peces, tortugas, pingüinos y leones marinos. El Parque Marino Valdivia sirve además como sitio de rescate animal (tortugas, piqueros, leones marinos).

## Biodescubrimiento

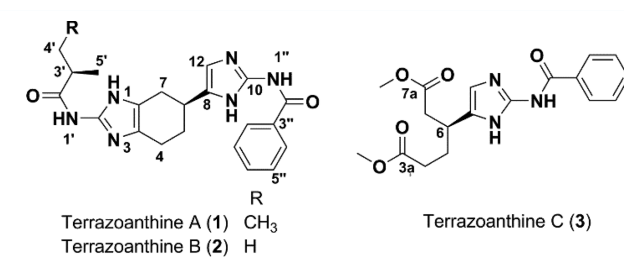
Estructura de terrazoanthines A − C de Terrazoanthus patagonichus.

Con soporte de la Secretaría de Educación Superior Ciencia y Tecnología del Ecuador (SENESCYT) se han estudiado diferentes niveles jerárquicos de la biodiversidad de invertebrados sésiles de la REMAPE.  El proyecto incluyó el estudio de la riqueza taxonómica y metabolómica, así como el biodecubrimiento de bacterias bioactivas asociadas a los organismos, para aplicaciones en conservación, salud humana y salud animal. Varios compuestos nuevos y familias nuevas de compuestos bioactivos, se han aislado a partir de zoantharios y algunas especies de esponjas. Entre las especies de zoantharios identificados, presentan riqueza química, Terrazoanthus patagonichus del cual se ha identificado una nueva familia de alcaloides 2-aminoimidazole llamados Terrazoanthines A-C Adicional a estos, nuevos derivados de ecdysteroides llamados ecdysonelactones A-D han sido identificados en Antipathozoanthus hickmani  especie únicamente reportada para la ecorregión del TEP. El estudio químico Zoanthus pulchellus, mostró alcaloides zoanthamines En tanto de la esponja C. cf  californica se aislaron ácidos callyspongidicos. ). Estos resultados demuestran la gran diversidad química existente en los invertebrados marinos de la REMAPE, y el potencial existente para el biodescubrimiento. La información obtenida está organizada en una base de datos siguiendo el estándar Darwin Core (a fin de compartir los datos por GBIF y OBIS) y están disponibles al público a través de una WebGIS.